# جورج إس. لونغ
جورج إس. لونغ (بالإنجليزية: George S. Long) هو طبيب أسنان ومحامي وسياسي أمريكي، ولد في 11 سبتمبر 1883 في الولايات المتحدة، وتوفي في 22 مارس 1958 في نفس البلد. حزبياً، نشط في الحزب الديمقراطي. وقد انتخب عضو مجلس النواب الأمريكي.